# Союзмультфильм
«Союзмультфи́льм» — советская и российская киностудия по производству мультипликационных фильмов. Создана в Москве 10 июня 1936 года. За время существования студией выпущено более полутора тысяч мультфильмов в самых разных жанрах и художественных техниках, многие из которых вошли в «золотой фонд» мировой анимационной классики и получили более четырёхсот международных фестивальных призов и наград.

## История

### Первые годы (1936—1941)

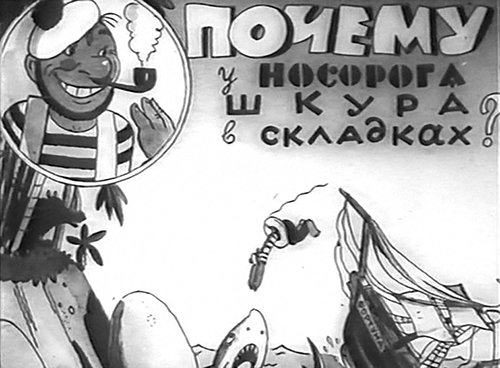
«Почему у носорога шкура в складках» (1938 год)

Киностудия «Союздетмультфильм» была создана 10 июня 1936 года вследствие объединения части коллективов «Совкино», «Межрабпомфильма» и «Мосфильма». Приказ о создании киностудии мультипликационных фильмов был подписан начальником Главного управления кинофотопромышленности СССР, но считается, что решение о её создании исходило лично от Иосифа Виссарионовича Сталина.
Для студии были выделены помещения закрытых советской властью православных храмов Николая Чудотворца в Новой слободе на Долгоруковской улице (в советское время — Каляевской улице), где находилось производство рисованных фильмов, и много позднее Спаса Преображения, «что на Песках», в Спасопесковском переулке на Арбате, где располагалось «Творческое объединение кукольных фильмов». Храм на Арбате в 1991 году был возвращён Русской православной церкви, а храм на улице Долгоруковской возвращён Русской православной церкви в октябре 2017 года. В первоначальный штат студии вошли уже известные мастера рисованного кино — Иван Иванов-Вано, Ольга Ходатаева, Валентина и Зинаида Брумберг, Владимир Сутеев, Дмитрий Бабиченко, Александр Иванов, Пантелеймон Сазонов, Владимир Полковников, Леонид Амальрик и другие. Первым директором киностудии был назначен Николай Митрофанович Кива.
20 августа 1937 года киностудию переименовали в «Союзмультфильм».
Всё производство было переведено на общую технологию «целлулоидного конвейера». Почти единственным направлением первых лет работы студии стали короткометражные фильмы для детей с опорой на персонажей-животных, изображённых в «диснеевской» манере. Но, несмотря на заимствованную стилистику, уже в это время стали появляться интересные в художественном отношении работы: в первую очередь фильмы Владимира Сутеева («Шумное плавание», «Почему у носорога шкура в складках?»).
С 1937 года студия начала выпускать цветные фильмы (но до 1945 года также выходили их чёрно-белые версии). С 1938 года на студии ввели цеховой процесс прорисовки и метод «эклер» (ротоскопирование) — натурные съёмки живых актёров и животных с дальнейшей покадровой прорисовкой. В 1939—1941 годах на студии созданы фильмы, вошедшие в «золотой фонд» мирового кинематографа: «Лимпопо» и «Бармалей» Леонида Амальрика и Владимира Полковникова, «Мойдодыр» Ивана Иванова-Вано, «Дядя Стёпа» и «Муха-Цокотуха» Владимира Сутеева.
В 1940 году произошла смена приоритетов с количественных показателей на качество выпускаемых фильмов. При студии открылись четырёхмесячные курсы художников-мультипликаторов, штат пополнялся их выпускниками, молодыми специалистами (подобные курсы за историю «Союзмультфильма» набирались не менее четырнадцати раз).

### Военная пора (1941—1945)
В первые месяцы Великой Отечественной войны все творческие группы киностудии были переключены на съёмки агитационных киноплакатов и мультшаржей. Многие сотрудники «Союзмультфильма» воевали на фронтах Великой Отечественной войны или были привлечены к съёмкам инструктивных рисованных фильмов для нужд Красной армии.
В октябре 1941 года началась эвакуация части студии в Самарканд (Узбекская ССР), туда же прибыли из Ленинграда режиссёры-ленфильмовцы Михаил Цехановский и Мстислав Пащенко, вошедшие в штат студии. В 1943 году «Союзмультфильм» вернулся в Москву.
В военное время из-за отсутствия материалов, тяжёлых условий работы и дефицита кадров производство мультфильмов значительно сократилось.

### После войны (1946—1949)
С 1946 года киностудия разместилась в бывшей церкви Николая Чудотворца в Новой Слободе, перестроенной под музей атеизма. «Первый юбилей отметили новосельем на Каляевской, ныне Долгоруковской улице. С того времени начался расцвет „Союзмульфильма“. Обновлённая студия привлекала выпускников ВГИКа: Винокурова, Шварцмана. Почти каждая лента становилась зрительским хитом. Мультфильмы предназначались и взрослым, и детям».
Идеологические кампании 1946—1953 годов, в том числе «борьба с диснеевщиной», покончили с прямыми заимствованиями приёмов из американских образцов и определили самобытный эстетический «канон» советского детского мультфильма. Поменялась также и технология съёмок — начиная с 1945 года на студии отказались от довоенного метода съёмки фильмов на три цветоделённых негатива и перешли на использование многослойной киноплёнки. Художник Евгений Мигунов предложил новаторский способ создания фона с помощью масляных красок (мультфильм «Полкан и Шавка»).
В 1947 году на VIII кинофестивале в Венеции фильм Мстислава Пащенко «Песенка радости» наградили бронзовой медалью «За лучший анимационный фильм». Это была первая международная награда студии.

### «Золотой век»
В первой половине 1950-х годов студия выпускала популярные детские фильмы, многие из которых основаны на применении «эклера». Тогда же на студии создали мастерскую по выпуску кукольных мультфильмов, которую возглавил Роман Гуров, до войны работавший на «Мосфильме».
С 1955 года режиссёры и художники-мультипликаторы студии постепенно отходили от строгих натуралистических решений, начав поиски более условных форм. Активно развивался сатирический жанр. Лев Атаманов первым реализовал опыт закрепления за конкретным мультипликатором роли определённого персонажа (в фильме «Снежная королева» Оле-Лукойе «сыгран» Фёдором Хитруком).
В начале 1960-х годов, в годы «хрущёвской оттепели» резко увеличился выпуск сатирических мультфильмов, рассчитанных на взрослую аудиторию (например, киножурнал «Мультипликационный Крокодил» 1960—1961 годов, послуживший основой для другого киножурнала «Фитиль»).
Рубеж 1950—1960-х годов на «Союзмультфильме» ознаменован творческими поисками и экспериментами, которые к 1963 году совершенно изменили «лицо» студии. В этот период сняты картины: «Козлёнок» Р. Давыдова, «Ключ» Л. Атаманова, «Большие неприятности» сестёр Брумберг, «Две сказки» Л. Амальрика, «Дикие лебеди» М. и В. Цехановских, «История одного преступления» Ф. Хитрука, «Мир дому твоему» В. Никитина и И. Николаева, «Баня» А. Карановича и С. Юткевича и другие.
С 1960-х годов непрерывно расширялся диапазон стилистических, жанровых и технологических поисков и решений. В коллективе Фёдора Хитрука был введён «бригадный метод» — прикрепление к съёмочной группе художников-мультипликаторов ещё в процессе подготовительного периода. В кукольном кино стали применяться полуобъёмные, «барельефные», в том числе бумажные куклы («Летающий пролетарий» И. Иванова-Вано и И. Боярского).
Тогда же студия освоила новый род деятельности — дубляж иностранных фильмов и мультфильмов, которым занималась вплоть до распада СССР.
Персонажи серийных фильмов 1960—1980-х годов стали любимцами нескольких поколений зрителей: «Маугли» Р. Давыдова, «Малыш и Карлсон» Б. Степанцева, «Умка» В. Пекаря и Владимира Попова, «Ну, погоди!» В. Котёночкина, «Бременские музыканты» И. Ковалевской, «Винни Пух» Ф. Хитрука, «Крокодил Гена», «Чебурашка» и «Шапокляк» Р. Качанова, «Весёлая карусель», созданная группой мультипликаторов.
В 1970—1980 годы «Союзмультфильм» считался крупнейшей анимационной студией в Европе. По состоянию на начало 1980-х годов картины «Союзмультфильма» завоевали общей сложности более 150 призов и дипломов международных и отечественных фестивалей, на студии работали около 500 человек. Число фильмов, снятых в стенах студии к этому времени, превысило одну тысячу.
Наряду с признанными мастерами рисованного кино активно заявило о себе новое поколение режиссёров: Валентин Караваев, Геннадий Сокольский, Валерий Угаров, Галина Баринова. Анатолий Петров разработал собственную технологию получения движущегося рисованного «объёмного» изображения — так называемую «фотографику» («И мама меня простит», «Полигон»). Юрий Норштейн разработал новое технологическое направление — «многоярусную перекладку» и внедрил вместе с оператором Александром Жуковским ряд новаторских приёмов.
Заметно расширились тематические границы студийных работ. Репертуар «повзрослел», студия запустила в производство ряд масштабных проектов. К Московской Олимпиаде 1980 года «Союзмультфильм» подготовил серию мультфильмов на спортивную тематику.
Как отмечала Юлиана Слащёва: «Последние коммерчески успешные проекты были произведены на студии в 1984 году. Вообще, этот год был очень плодотворным для студии: успешный эпизод про попугая Кешу, тогда же вышел замечательный фильм Ивана Иванова-Вано „Сказка о царе Салтане“. После этого — ничего из того, что мы сегодня называем популярной анимацией и что было бы способно завоевать сердца семейной аудитории, стать успешным и зарабатывать для студии деньги».
С первых лет перестройки ставился вопрос о реорганизации работы киностудии. В апреле 1988 года внутри «Союзмультфильма» были сформированы пять творческих объединений: «Поиск» (худ. рук. Андрей Хржановский), «Комикс» (худ. рук. Владимир Тарасов), «Традиция» (худ. рук. Анатолий Петров), «Детский фильм» (худ. рук. Вячеслав Котёночкин), «Объёмно-кукольные фильмы» (худ. рук. Вадим Курчевский), а также автономная мастерская Юрия Норштейна. Однако, эта структурная форма просуществовала лишь до апреля 1990 года, когда было возвращено прежнее разделение студии на ТПО кукольных и рисованных фильмов.
На рубеже 1980—1990-х годов студия пережила сразу несколько кризисов — кадровый, производственный и творческий. Резко спали объёмы производства, немало мастеров и рядовых сотрудников покинули студию. Поломался производственный механизм, иссякла творческая атмосфера. С возникновением кооперативного движения, положившего начало частному независимому кинопроизводству, «Союзмультфильм» окончательно утратил лидирующее положение, перестал определять лицо отечественной мультипликации.
В 1989 году «Союзмультфильм» получил статус арендного предприятия и оставался таковым вплоть до 1999 года.

### 1990-е
В 1991 году студия лишилась здания, в котором размещалось кукольное объединение.
В 1993 году было законодательно закреплено право киностудий на использование произведённых ими фильмов. В том же году директором студии с подачи Правления студии избрали 24-летнего Сергея Скулябина, а с 1996 года началось противостояние коллектива студии и новой дирекции. В 1997 году Скулябина уволили, но в августе этого же года он с помощью сотрудников ЧОПа осуществил рейдерский захват студии. Следующие два года «Союзмультфильм» существовал в режиме борьбы, когда производство фильмов почти полностью прекратилось. Государство приостановило финансирование, творческий коллектив студии практически развалился.
Как вспоминал Акоп Киракосян: «По неопытности приняли на работу в качестве директора Сергея Анатольевича Скулябина, который оказался просто преступником — он потом сбежал в Америку. У него была одна задача — обанкротить предприятие и ликвидировать его. Раз студии нет, значит, и нет расходной части, а доходы всё время капают в карман с продаж старой коллекции. К счастью, мы вовремя опомнились, нас поддержал академик Лихачёв, и нам удалось отбить у бандитов „Союзмультфильм“. Его снова сделали государственным. Но пока велась эта война, предприятие разорвали на кусочки. Разбежались люди, а кадры — это главное в мультипликации».

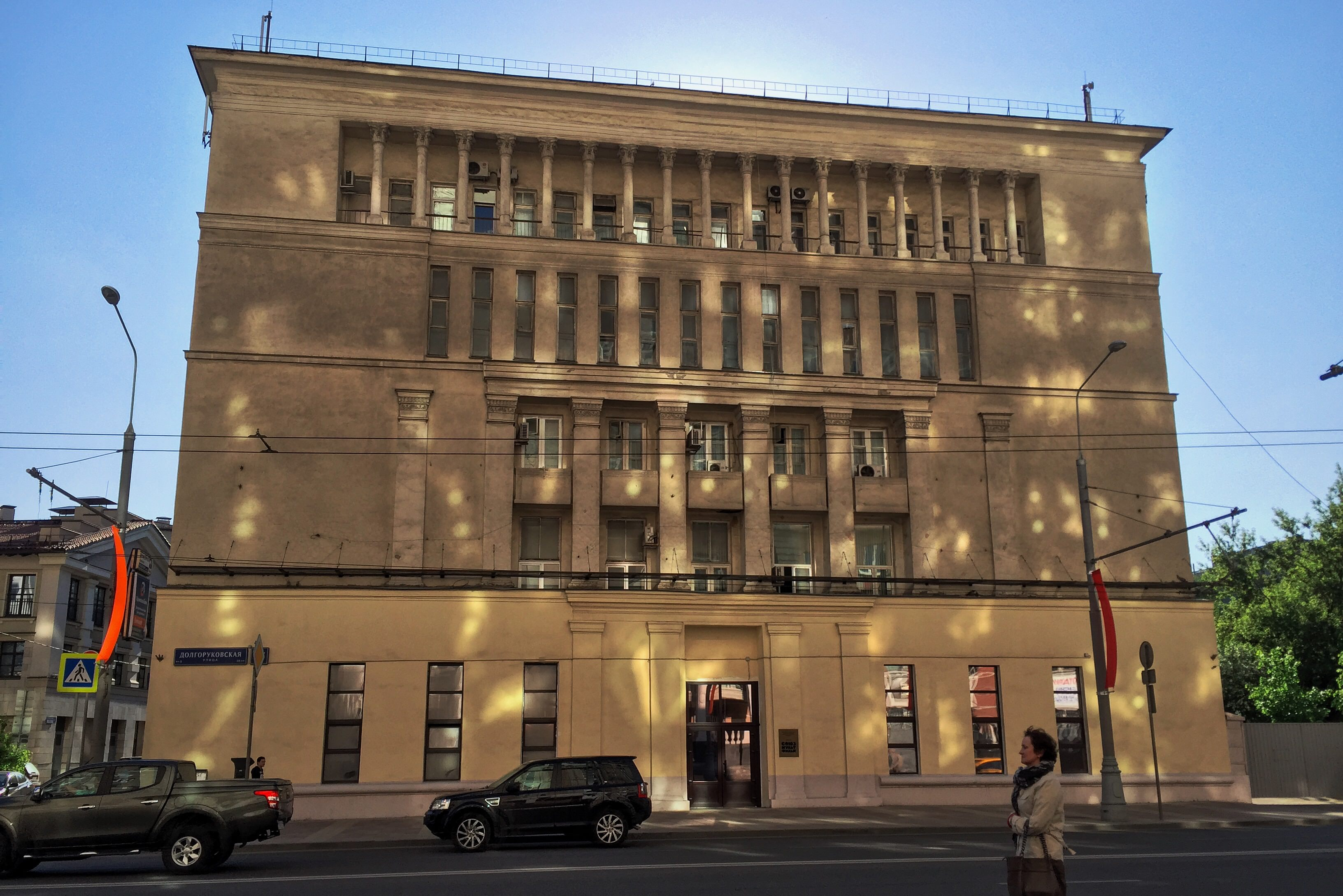
Здание «Союзмультфильма» на Долгоруковской улице

### 1999—2013
30 июня 1999 года государство учредило новую структуру — ФГУП «Киностудию „Союзмультфильм“». В её ведение отданы помещения, производственная база и права на коллекцию фильмов. В 2004 году приняли решение об образовании ФГУП «Фильмофонд киностудии „Союзмультфильм“», занимающегося правами на коллекцию фильмов, и ФГУП ТПО «Киностудия „Союзмультфильм“», где сосредоточено кинопроизводство. В 2010 году Эдуард Назаров, описывая царившую на «Союзмульфильме» разруху, в том числе сказал: «„Союзмультфильм“ развалился, вместо него, заполнив всё пространство, возник ФГУП фильмофонд киностудии „Союзмультфильм“, коммерческое предприятие, но государственное при этом. Фильмы там не делаются, только зарабатываются деньги куда-то там для себя, я полагаю. Там даже разрушили самое лучшее в Европе тон-ателье. Оно находилось в старом здании церкви. Там были полутораметровые стены, тишина совершенно идеальная. Теперь там кабинет начальника ФГУП».
В 2006 году Фильмофонд «Союзмультфильм» заявил, что намерен сохранить права на распространение советской анимационной классики в США и Канаде за компанией Films by Jove, однако уже в следующем году бизнесмен Алишер Усманов выкупил коллекцию мультфильмов у американской компании и возвратил её в Россию.
Постепенно происходило техническое переоснащение студии. Велась работа над полнометражным кукольным фильмом Станислава Соколова «Гофманиада» (в 2010 году окончена первая часть картины — «Вероника», премьера фильма состоялась в 2018 году).
В 2008—2009 годах «Фильмофонд» был преобразован в «Объединённую государственную киноколлекцию» (ОГК). К этому времени ТПО «Союзмультфильм» находился на грани разорения и банкротства.
Безраздельное владение ОГК правами на персонажи, низкие авторские отчисления, непрозрачность их расчётов и плачевное положение студии вызывали возмущение бывших сотрудников «Союзмультфильма», выразившееся в ряде открытых писем Президенту России.
9 июня 2011 года, накануне 75-летия киностудии, российские мультипликаторы — Юрий Норштейн, Леонид Шварцман, Андрей Хржановский и Эдуард Назаров опубликовали в «Новой газете» открытое письмо Дмитрию Медведеву и Владимиру Путину, в котором констатировали: «Студии почти не существует. Есть коробка с коридорами и комнатами и просмотровым залом. В студии могильная тишина, иногда появляются съёмочные киногруппы, которым начальство сдаёт некие площади» и призвали сделать государственную студию мультипликационных фильмов национальным проектом и выделить необходимое финансирование.
В июне 2011 года Владимир Путин на встрече с режиссёрами-мультипликаторами принял решение об упразднении ОГК и передаче коллекции в ведение ТПО. С этого момента киностудия начала постепенно оправляться от двадцатилетнего кризиса.

### Возрождение и переезд в новые помещения

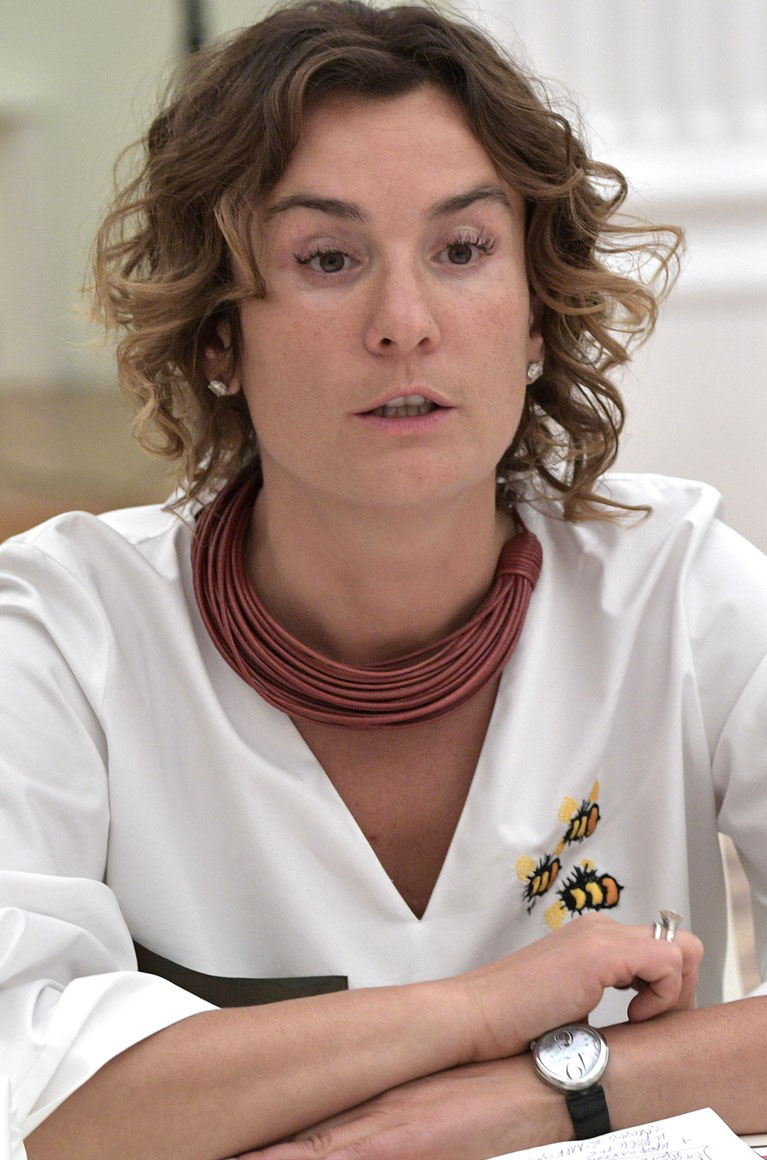
Юлиана Слащёва, председатель Правления

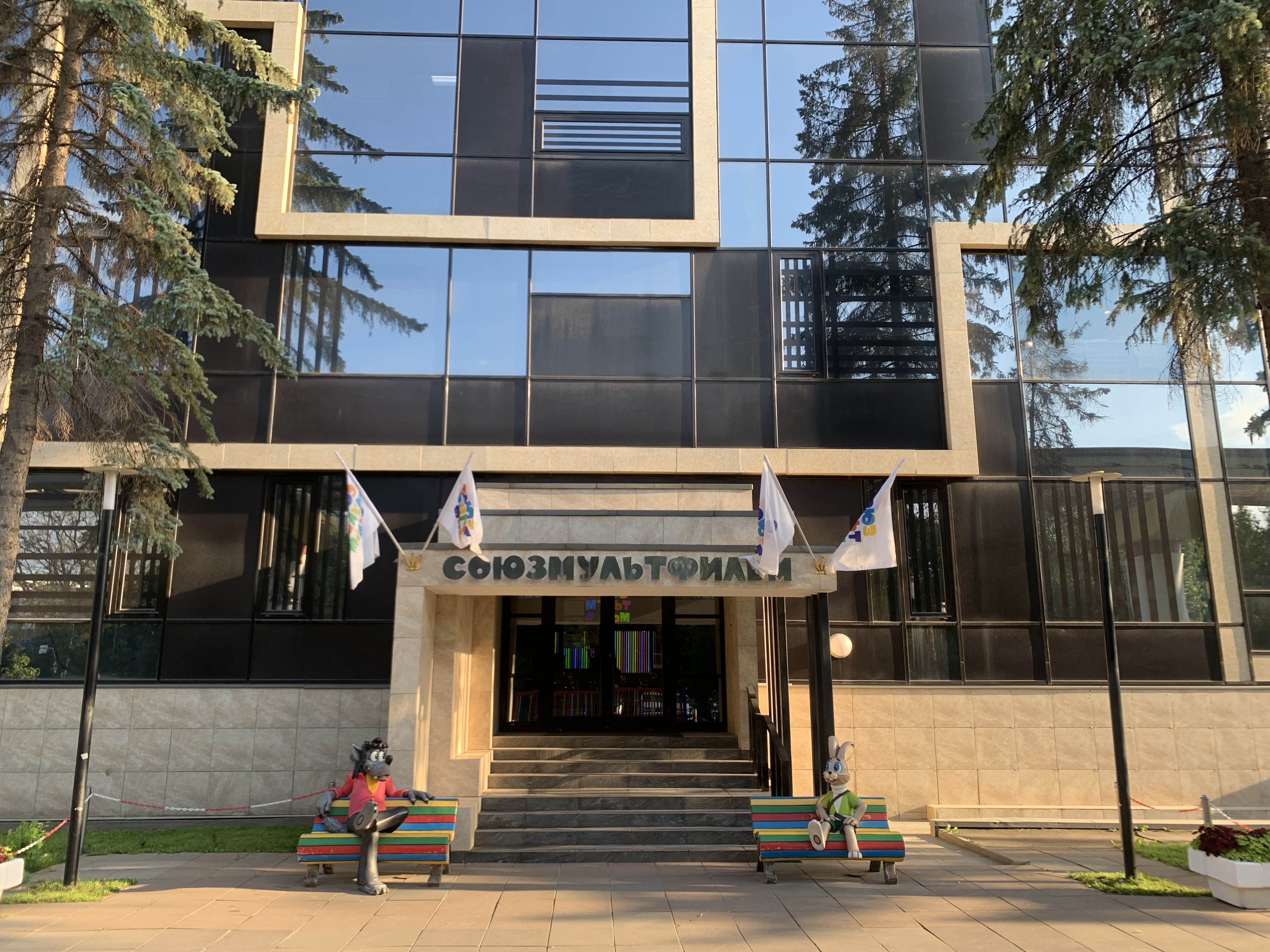
Союзмультфильм, офис на улице Академика Королёва

В 2013 году запустили в производство короткометражную анимации для детей, новые выпуски мультсборника «Весёлая карусель», сценарий для которых мог написать любой желающий. В том же году стало известно, что Союзмультфильм переедет в новые помещения на улице академика Королёва.
В сентябре 2017 года завершился переезд киностудии с Долгоруковской улицы в отремонтированное здание в районе Останкино. При этом, как отметила председатель правления «Союзмультфильма» Юлиана Слащева, киностудия по сути начала с чистого листа, хоть и сохранила права на свой золотой фонд и всё ещё ассоциируется с плеядой имён знаменитых аниматоров: «Когда я впервые приехала в старое здание студии на Долгоруковской улице, производства там просто не было. Да, собственно говоря, как не было и творческой команды. <…> весь её состав был расписан на листке формата А4. Большую часть занимало подробное описание административной части: бухгалтер, инженер, помощник бухгалтера и так далее. Только одна колонка отведена была под „Творческо-производственный отдел“ из 12 человек, и было совершенно не понять, кто там есть кто».
Новые помещения оборудованы с учётом современных технологий и традиционных методов анимационного производства. В производство были запущены 7 сериалов для разных возрастных групп и 15 короткометражных фильмов. В программе развития киностудии организация выставки кукольных персонажей и декораций полнометражного фильма «Гофманиада», открытие Музея и Детского интерактивного центра.
В октябре 2018 года Гофманиада вышла в прокат, став первым полнометражным анимационным фильмом студии за 30 лет
С 2018 года создан YouTube-канал «Союзмультфильма» с ранее выпущенными картинами, а также всеми короткометражными мультфильмами с 2007 по 2018 год.
В августе 2019 года стало известно, что киностудия совместно со «Сбербанком» планирует создать совместное предприятие, в котором финансовый конгломерат получит 80 % ООО «Союзмультфильм» у одноимённого и вложит инвестиции, а организация перенесёт в создаваемый кластер ряд лицензий на персонажей из коллекции выпущенных фильмов на условиях роялти. При этом предполагается, что в него могут войти мультимедийные компании, мультипликационные студии, а также агрегатор детско-семейного контента.
С 2020 года специалисты «Союзмультфильма» начали вручную восстанавливать советские мультфильмы для показа в кинотеатрах. Оригинальную пленку оцифровывали, после чего каждый кадр мультфильма очищали от целлулоидной пыли, царапин и порывов. При этом каждого персонажа отделяли от общего фона для раздельной очистки и восстановления всех элементов кадра. Кроме того, специалисты скорректировали цвет фильмов и восстановили оригинальный звук.
В феврале 2021 года состоялось открытие интерактивного парка развлечений «Союзмультпарк» в павильоне № 7 на ВДНХ в Москве. За разработку проекта отвечала компания Hello I/O. За создание двухмерной и трёхмерной мультимедийной части парка отвечала компания MagicFactory, работавшая над контентным наполнением совместно со специалистами «Союзмультфильма». Создание парка было осуществлено при поддержке Правительства Москвы и Министерства культуры Российской Федерации. Сам парк содержит в себе 18 интерактивных аттракционов с применением технологий виртуальной реальности.
Совместно с Bubble Comics «Союзмультфильм» работал над анимационным сериалом «Крутиксы», премьера которого состоялась в октябре 2021 года. Показ первых трёх серий прошёл в лектории дизайн-завода «Флакон», где были показаны первые три серии мультсериала, а также проведён мастер-класс по рисованию для детей. На данный момент вышло 7 серий, каждая продолжительностью по 11 минут; кроме того, планируется выпуск ещё 45-ти эпизодов.
В августе 2021 года, в результате преобразования формы собственности из Федерального государственного унитарного предприятия в акционерное общество, владельцем 100 % акций «Союзмультфильма» стало Федеральное агентство по управлению государственным имуществом (Росимущество), 75 % которых и более впоследствии будут выставлены на продажу, а остальные акции — в собственности государства в лице Росимущества.
В мае 2022 года состоялась премьера полнометражного мультфильма — «Суворов: Великое путешествие».

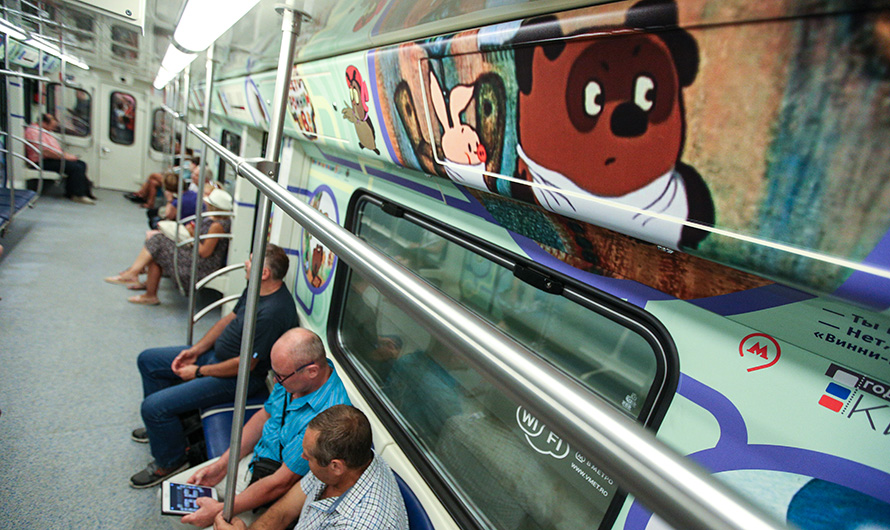
Поезд «Союзмультфильм», салон

С июля 2023 года киностудия разрабатывает платформу (виртуального помощника) для слабослышащих людей.
В мае 2025 года к 80-летию победы в Великой Отечественной Войне на Ютубе-канале киностудии, Союзмультфильм выпустил восстановленные мультфильмы, выпущенные в период Великой Отечественной Войны.

## Хронология фильмов
(Подробнее…)

## Эмблемы киностудии

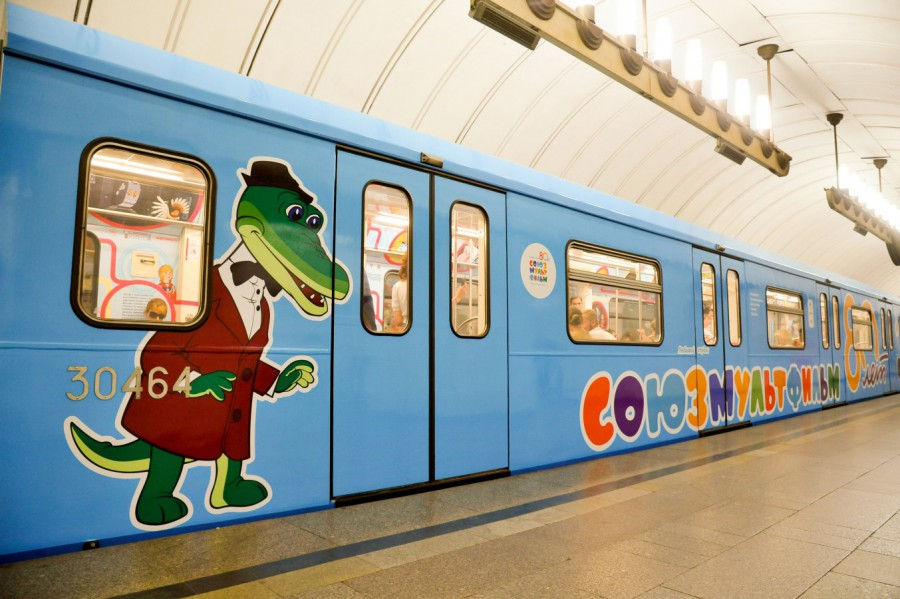
Поезд московского метро, посвящённый 80-летию киностудии «Союзмультфильм», 2016 год

Со времени создания киностудии «Союзмультфильм» в 1936 году её эмблемой было изображение отрезка киноплёнки, намотанного на карандаш. Оформленная в виде рисованной заставки, которая показывалась в различных вариациях, она употреблялась непоследовательно (чаще всего игнорировалась), периодически менялась внешне и с течением лет была забыта (её можно увидеть, например, в первом выпуске мультфильма «Ну, погоди!»).
В послевоенный период единой официальной эмблемы у студии уже больше не было. В 1960-е и 1970-е годы ведущие режиссёры пытались использовать свои индивидуальные символы: так, фильмы сестёр Брумберг открывались изображением рисованного человечка из фильма «Федя Зайцев». Чаще всего употреблялось простое написание названия «Союзмультфильм» в одну или в три строки.
С конца 1970-х до начала 1990-х годов эмблемой киностудии был Чебурашка, кукольный персонаж серии мультфильмов режиссёра Романа Качанова: «Крокодил Гена» (1969), «Чебурашка» (1971), «Шапокляк» (1974), «Чебурашка идёт в школу» (1983). Этот же персонаж до конца 2010-х годов был также изображён на вывеске самой киностудии.
В 1992 году мультипликатор Леонид Каюков создал новую эмблему, имевшую цвета российского флага (он использовал её в своём мультфильме «Чинк»). Однако она не прижилась и в настоящее время снова используется эмблема с Чебурашкой, которая обычно публикуется на обложках видеоносителей, в частности, киновидеообъединения «Крупный план».

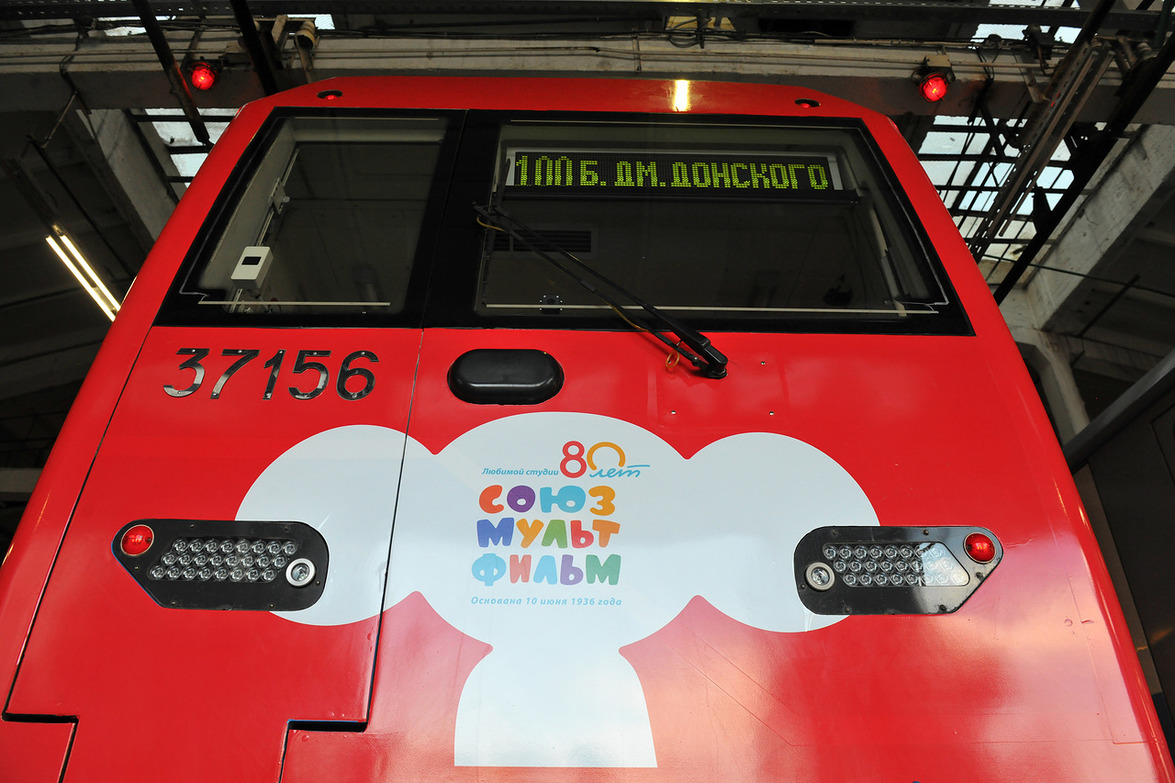
Поезд «Союзмультфильм»

Также в качестве символа использовалась простая надпись названия студии в одну строку, исполненная художественным шрифтом, близким к работам художника Евгения Мигунова. В таком виде она фигурировала в фильмах «Непьющий воробей», «Знакомые картинки», «Ну, погоди!» и других.

## Награды
- орден Трудового Красного Знамени (9 июня 1986) — за заслуги в развитии советского киноискусства[35].
- благодарность Президента Российской Федерации (25 августа 2021) — за заслуги в развитии отечественной культуры и искусства, многолетнюю плодотворную деятельность[36].